# Pijler (steenkoolmijn)

Blokdiagram van een diepbouwsteenkoolmijn: 1. Galerij; 2. Steenkoollagen; 3 en 4. Pijler; 5. Schachtgebouwen; 6. Administratie; 7. Opslag; 8. Koolbunker; 9. Steenberg/terril

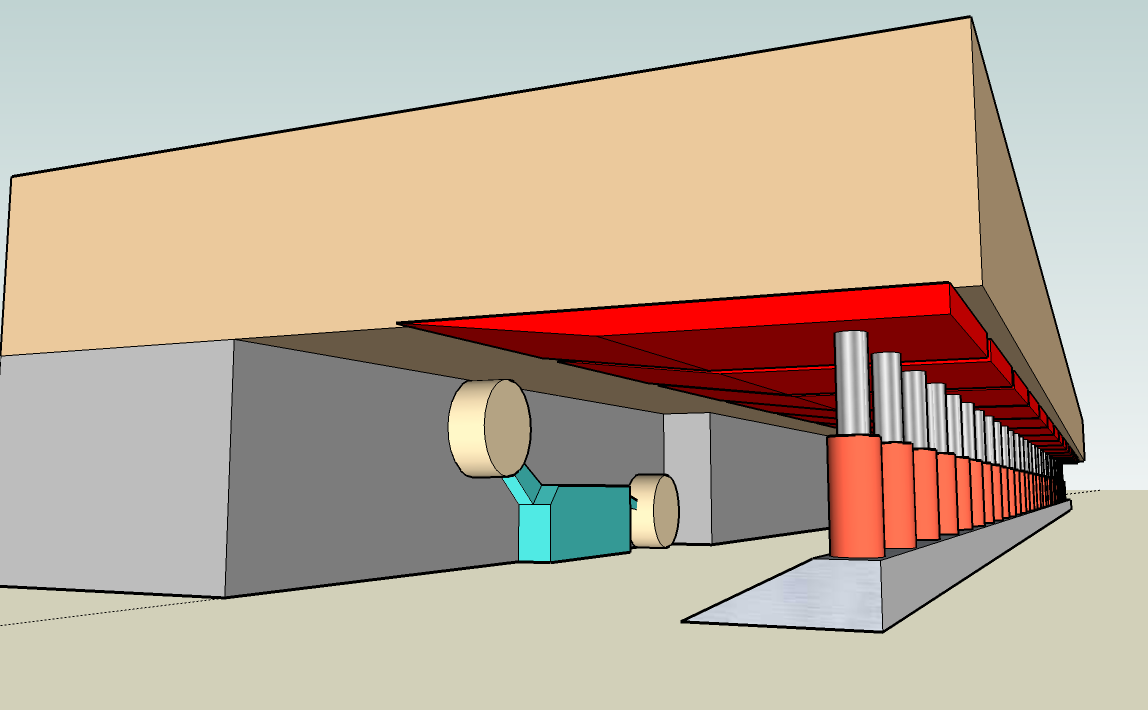
Schematische weergave van een volmechanische pijler

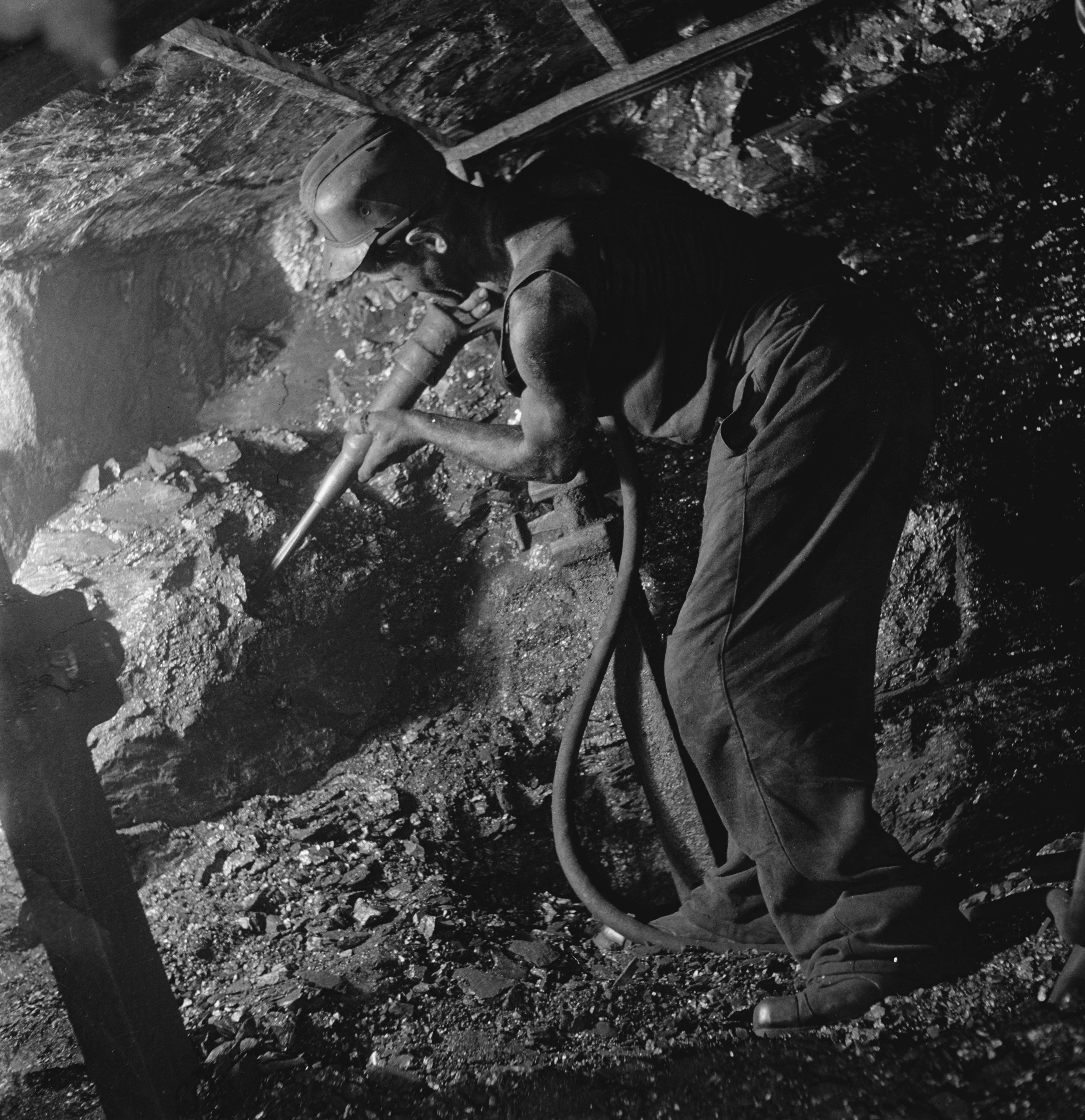
Het losmaken van de kool met behulp van een afbouwhamer in een handpijler

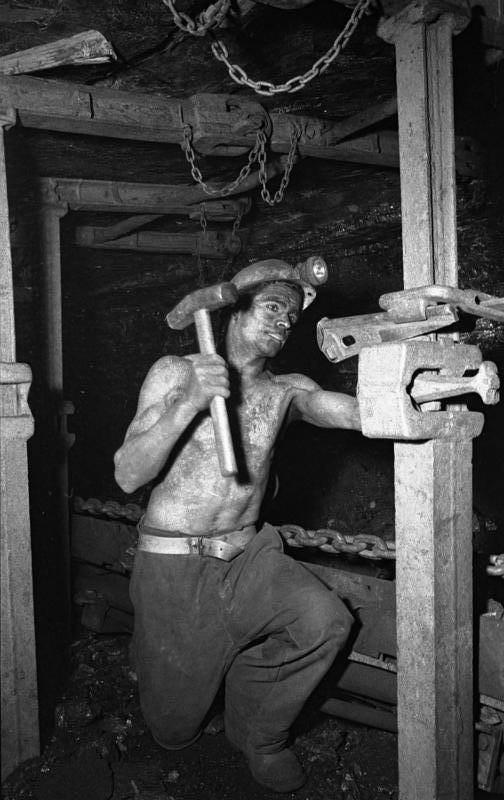
Evenals in handpijlers, wordt ook in halfmechanische pijlers de ondersteuning handmatig aangebracht

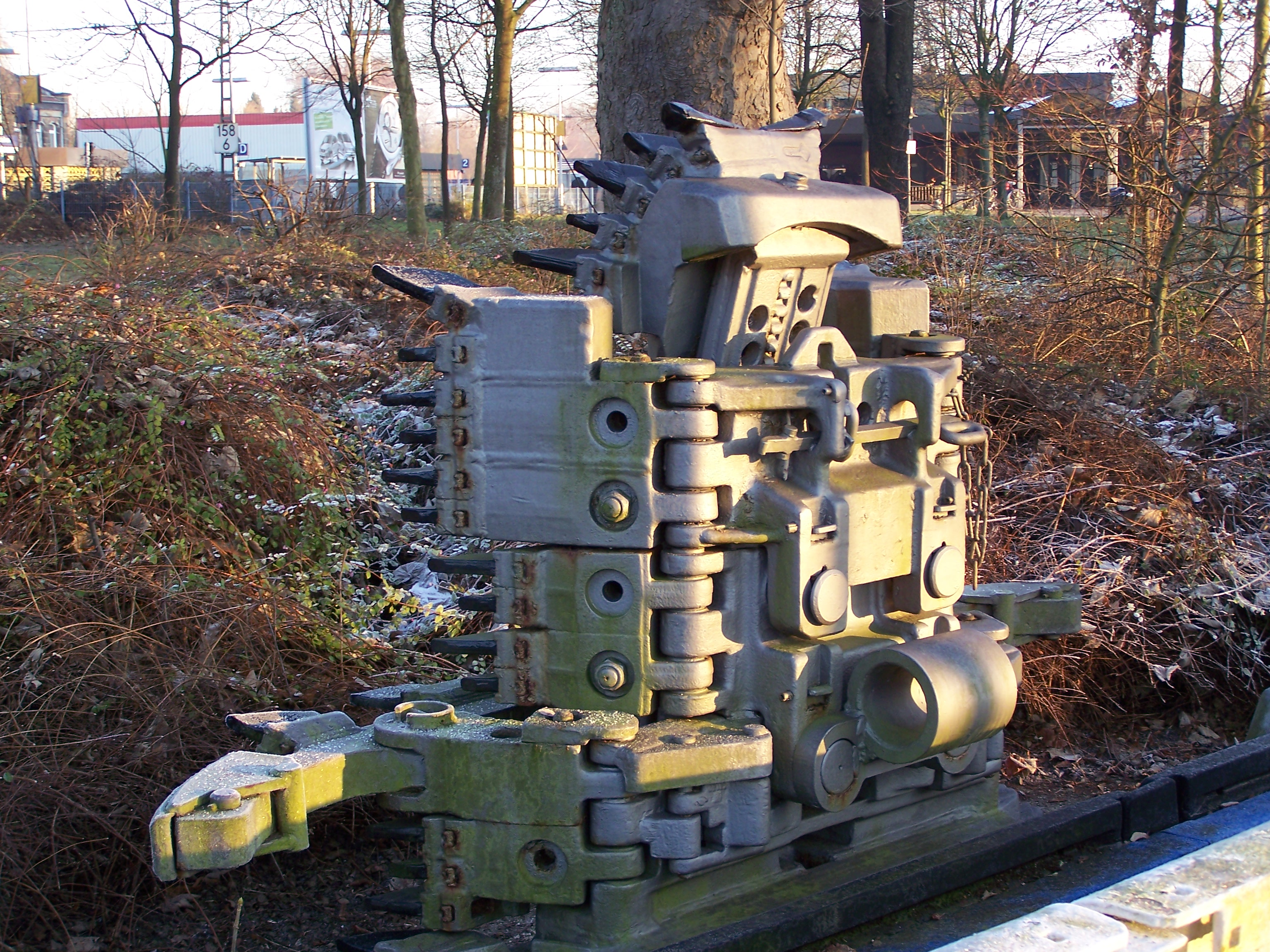
Een kolenschaaf

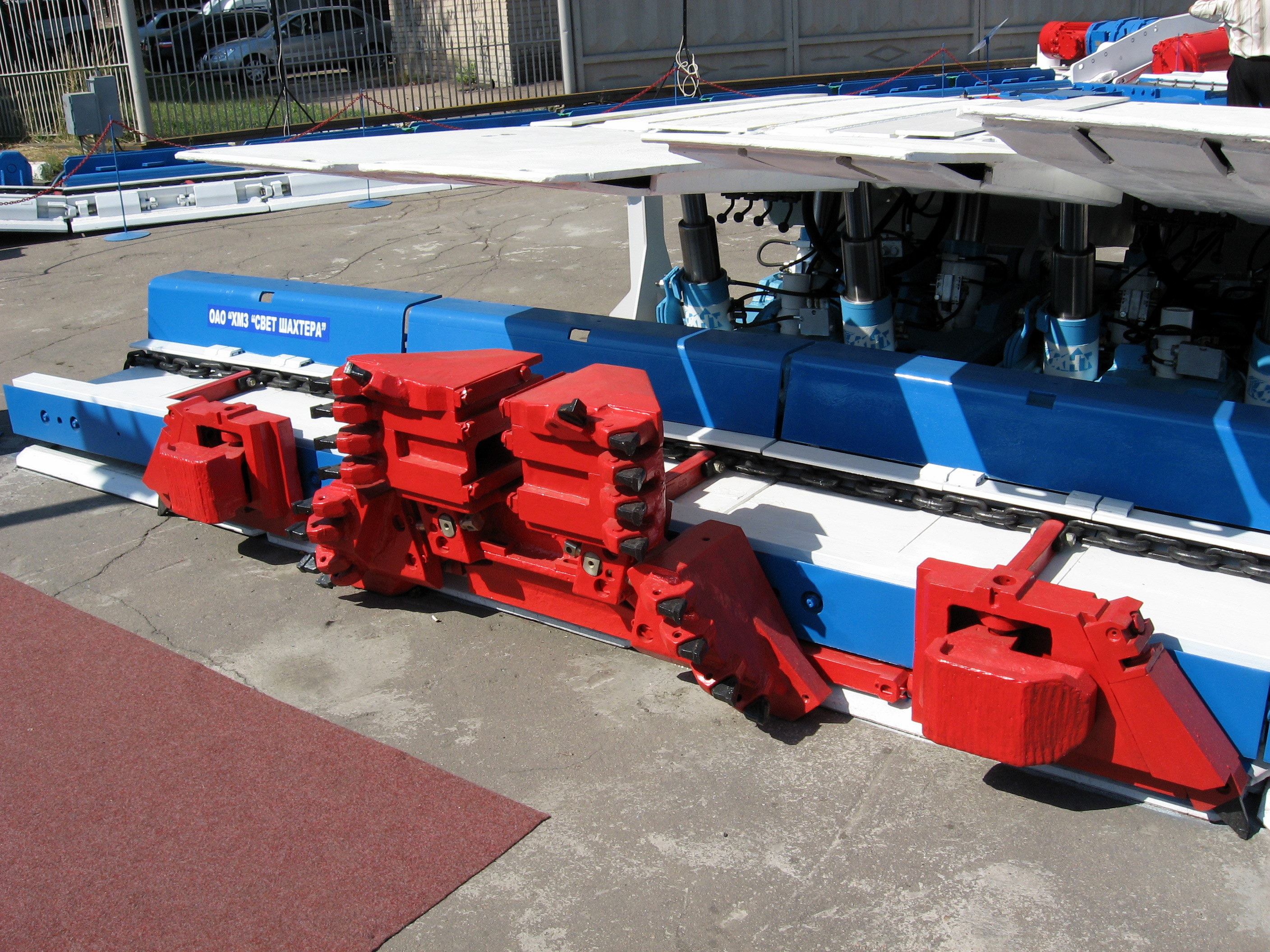
Technische uitrusting van een volmechanische pijler: kolenschaaf, kettingtransporteur en wandelbouwwerk

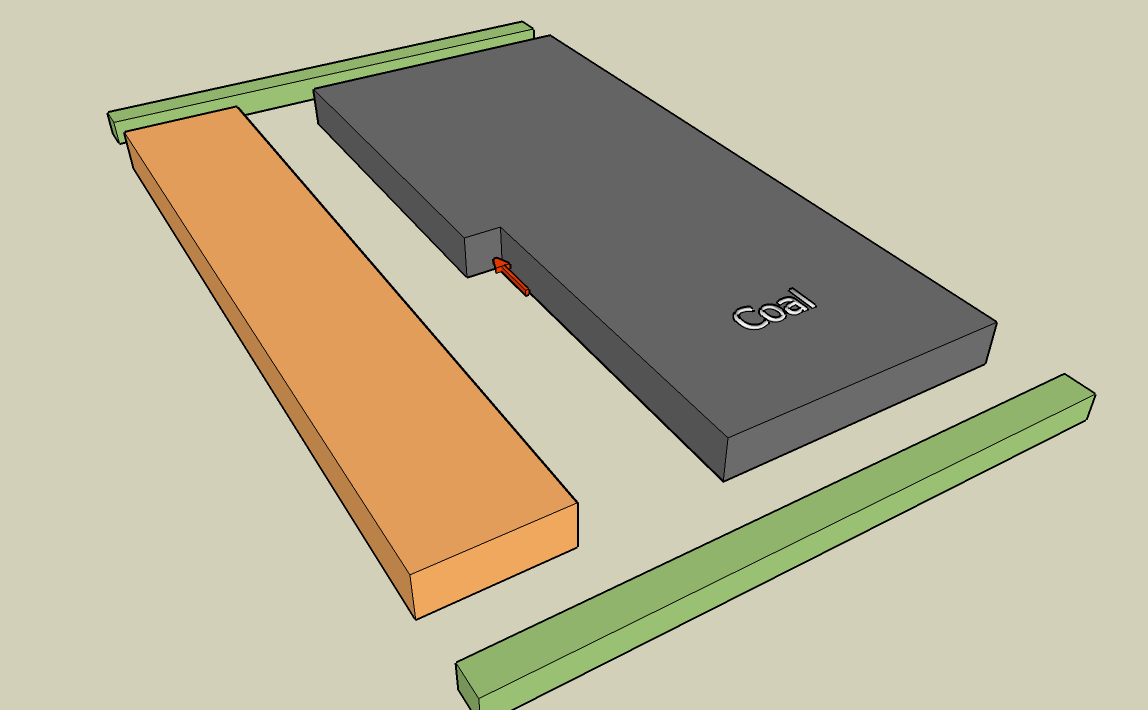
Schematische weergave afbouw mechanische pijler; galerijen (groen), kolenlaag (grijs), opvulling (bruin)

Een pijler, (Limburgs: sjtreeb, afkomstig van het Duitse Streb), is een gestutte gang in een kolenlaag van een ondergrondse mijn. Pijlers zijn de hoofdwinplaatsen van de kolen. De koolwand van de pijler waar de steenkool wordt gewonnen wordt ook wel het kolenfront genoemd.
Een pijler wordt in de koollaag aangelegd tussen twee evenwijdig lopende galerijen; de toe- en afvoergalerij. Deze vormen afzonderlijke wegen voor de aan- en afvoer van de ventilatielucht. Een galerij is een gang die in de koollaag wordt gedreven. Om voldoende galerijhoogte te verkrijgen wordt meestal ook nevengesteente weggenomen. Als voorbereiding voor een pijler wordt in de kolenlaag tussen de galerijen een gang gedreven, een zogeheten doortocht. Een zijwand van de doortocht is later het beginfront van de pijler. Met de koolwinning kan worden begonnen, zodra de doortocht gereed is en de geschikte vervoermiddelen er in zijn aangebracht. Gedurende  de winning  verplaatst de pijler zich, dwars op de lengterichting, tussen de galerijen voorwaarts.

## Pijlers
De naam pijler is ontleend aan de aanvankelijk toegepaste partiële ontginningsmethode, waarbij op korte afstanden van elkaar meerdere evenwijdige (afbouw)galerijen in de kolenlaag worden aangelegd. Deze galerijen werden gedreven tot het einde van het ontginningsveld. Vervolgens werd de kool tussen de galerijen gedeeltelijk weggenomen, men liet pilaren of stroken staan. Deze dienden als ondersteuning, en werden 'pijlers' genoemd.
In tegenstelling tot partiële extractie, waarbij een aanzienlijke hoeveelheid kolen achterblijft, wordt bij moderne winningen de kolenlaag volledig weggenomen, waardoor meer kolen kunnen worden gewonnen. Bij deze afbouwmethode dienen de pijlers van ondersteuningen te worden voorzien, en moet het ontgonnen gebied erachter opgevuld zijn. Er werden pijlers in gebruik genomen met lange fronten, waarbij een groot aantal mijnwerkers gelijktijdig aan de kool kunnen werken. De lengte ervan varieerde van ongeveer 100 tot 250 meter en meer. De hoogte van een pijler is afhankelijk van de dikte van de kolenlaag. In de Limburgse bodem zijn deze lagen vrij dun, dikke zuivere koollagen zijn er zeldzaam. De gemiddelde pijler was ongeveer 1,20 meter hoog.
De kolenlagen liggen meestal onder een zekere helling. Vlak noemt men lagen die onder een hoek liggen van 0° tot 20°, half steil zijn kolenlagen met een helling van 20° tot 35°, is de hoek tussen  35° en 90°, dan is er sprake van steile lagen. In Limburg ligt het overgrote deel onder een flauwe helling, daarom wordt er meestal een pijler toegepast die in de hellingsrichting van de koollaag is aangelegd. Men spreekt in dit geval van een langspijler, de toe- en afvoergalerij zijn hier in de strekkingsrichting van de kolenlaag aangelegd. Verder is er nog de dwarspijler, deze ligt nagenoeg evenwijdig aan de strekkingsrichting van de koollaag. Ligt een pijler niet in de hellingsrichting, noch in de strijkrichting, maar in een schuine stand tussen deze richtingen in, dan spreekt men van diagonale pijler. Een diagonale pijler wordt meestal toegepast in steile lagen om de helling te verminderen.
De plaats waar een pijler in de toevoergalerij uitkomt wordt kop pijler genoemd. Het einde van de pijler, daar waar deze in de afvoergalerij uitkomt, noemt men voet pijler. Het benodigde (ondersteunings)materiaal wordt gewoonlijk via de kop pijler aangevoerd, de gewonnen steenkool wordt afgevoerd via de voet pijler. In het algemeen is de kop pijler het hoogste punt, en de voet pijler het laagste punt van een pijler. 
Indien gelijktijdig met het vooruitgaan van de pijler de toe- en afvoergalerij worden gedreven, spreekt men van voorwaartse winning.  Bij terugwaartse winning  zijn  de galerijen vooraf aangelegd, de pijler beweegt zich langs de galerijen terug. Ook kunnen combinaties van voor- en terugwaartse winning voorkomen.
Naast pijlers die aangelegd zijn tussen twee galerijen, kent men ook de zogenaamde simpel. Dit is een doodlopende, korte pijler (maximale lengte veertig meter) die slechts met één galerij verbinding heeft. Meestal wordt in simpels een reststuk van een koollaag afgebouwd. Omdat er geen doortrekkende luchtstroom is, worden deze werkpunten door middel van een hulpventilator en luchtkokers vanuit de galerij geventileerd.

## Koolwinning
Afhankelijk van de wijze waarop de kolen worden gewonnen, het transportmiddel wordt verplaatst en de ondersteuningen worden aangebracht, worden de pijlers  onderscheiden in: handpijler, halfmechanische pijler en volmechanische pijler. 
Tijdens de ontkooldiensten (werktijden  waarin de kolen worden gewonnen) wordt steeds een strook kolen met een bepaalde breedte, over de gehele lengte van de pijler ontgonnen. Zo’n strook kolen noemt men een pand. De dagelijkse vooruitgang van de pijler, de pandbreedte, bedraagt in handpijlers ongeveer 2 tot 3 meter. In mechanische pijlers zal deze breedte aanmerkelijk groter zijn.

### Handpijler
In een handpijler, het oudste systeem, werken vaak tientallen kompels gelijktijdig naast elkaar aan het kolenfront.  Aan ieder van hen is een 'stuk' (gedeelte van het pand) toegewezen om te worden ontkoold. Ieder stuk is, behoudens bijzondere omstandigheden even groot. Elke arbeider heeft te zorgen, dat hij in zijn dienst het aangewezen stuk kool eruit krijgt en de ontstane ruimte behoorlijk betimmert. Naargelang de omstandigheden kunnen ook twee mijnwerkers tewerkgesteld worden aan één stuk. De een maakt dan de kolen los, terwijl de ander ze in het transportmiddel schept. De kolen werden lange tijd gewonnen met behulp van kolenhak en schop. Na 1920 worden voor het losmaken van de kool drilboren op perslucht gebruikt; de zogenoemde afbouwhamers. Het transportmiddel, dat over de gehele lengte van de pijler voor de koolwand is geplaatst, zorgt voor de afvoer van de kolen. Hiervoor zijn goten, schudgoten en transportbanden gebruikt. Later wordt algemeen een elektrisch aangedreven kettingtransporteur toegepast. Het verdere vervoer in de afvoergalerij gebeurt door middel van transportbanden, via een laadpunt op een verdieping wordt de kool vervolgens per trein naar de schacht getransporteerd. Door het losmaken en afvoeren van de kool ontstaat een open ruimte. De lange rij werkers moeten daarom na enige tijd naar voren opschuiven om de koolwand verder te bewerken. Zo gauw er plaats voor is, dienen ze echter eerst het dak (plafond) van de pijler ter plaatse te ondersteunen, om instortingen te voorkomen. Hiervoor worden tegen het dak geplaatste kappen gebruikt, waaronder stijlen (staanders) zijn aangebracht. Voor de betimmering werd lange tijd uitsluitend gebruikgemaakt van mijnhout; de op maat gezaagde stutten en kappen bestonden uit naaldhout. Later past men in de pijlers steeds meer stalen kappen en inschuifbare stalen stijlen toe. Ook worden hydraulische pijlerstijlen in gebruik genomen, deze kunnen met een grotere zetdruk worden geplaatst.
Bij een handpijler onderscheidt men omlegpijlers en schuifpijlers. Bij een omlegpijler wordt het transportmiddel op zijn oude ligplaats gedemonteerd en vervolgens bij het nieuwe pand, langs het koolfront, weer in elkaar gezet. Bij een schuifpijler wordt het transportmiddel, in de regel een kettingtransporteur, in zijn geheel door middel van pneumatische cilinders naar het pijlerfront geschoven.

### Halfmechanische pijler
In de halfmechanische pijlers die bij de mijnen in Nederlands Limburg vanaf 1950 in gebruik kwamen verloopt de koolwinning langs mechanische weg. De ondersteuningen worden hier handmatig weggenomen en geplaatst. Voor het losmaken van de kool kunnen schraapbakken, dan wel een kolenploeg of kolenschaaf worden gebruikt. Deze worden door middel van sterke lieren, die opgesteld staan in de galerijen, langs het kolenfront heen en weer getrokken. Schraapbakken, die ook in pijlers met steilere helling kunnen werken, zorgen tevens voor de afvoer  van de kolen. Bij toepassing van een schaaf of ploeg maakt men gebruik van een kettingtransporteur, de losgemaakte kool valt hierbij rechtstreeks in de transporteur en wordt door deze afgevoerd. Het verplaatsen van de transporteur samen met  ploeg of schaaf in de richting van het koolfront, gebeurt door middel van pneumatische omdrukcilinders.
In pijlers waar mechanische koolwinning wordt toegepast, vraagt de ondersteuning bijzondere aandacht. Een eerste vereiste bij het toepassen van een ontkoolmachine is, dat men een stijlenvrij front moet hebben, want deze moet zich vrij langs het kolenfront kunnen bewegen. Dit betekent dat over de gehele pijlerlengte, op een strook van circa één meter breedte langs het front, geen stijlen kunnen worden geplaatst. Hier bevinden zich immers de schaaf en transporteur dan wel de schraapbakken. Om toch voldoende ondersteuning te bewerkstelligen, maakt men in halfmechanische pijlers gebruik van stalen koppelkappen, die voorlopig slechts door één stijl worden ondersteund. Een eind van de kap steekt hierbij circa 1 meter voor de stijl uit, naar het kolenfront toe, waardoor ook boven de transporteur of schraapbakken het dak voldoende is ondersteund.

### Volmechanische pijler
De volgende stap naar een volmechanische pijler wordt in 1961 gemaakt met de komst van de zogeheten wandelondersteuning. Hierbij vervalt het handmatig weghalen en plaatsen van de pijlerondersteuning. Elk raamwerk van het wandelbouwwerk bestaat in de regel uit twee paar scharnierend gekoppelde hydraulische stijlen. De stijlen, die aan de onderkant door middel van dwarsstrippen met elkaar zijn verbonden, rusten op grote ronde vloerplaten. Boven iedere stijl is een scharnierende brede kap aangebracht. Ook de beide achter elkaar liggende kappen van een raamhelft zijn scharnierend met elkaar verbonden. Nadat een raamhelft drukloos is gemaakt en de kappen voldoende los van het dak zijn gekomen, wordt deze voorwaarts geschoven. Dit gebeurt eveneens hydraulisch door middel van een cilinder, die in het midden van het raam is gemonteerd. Door beurtelings één kant van het raam naar voren te trekken (twee stijlen met kappen en vloerplaten) wordt het bouwwerk in voorwaartse richting naar het koolfront verplaatst.  Voor het verplaatsen van de kettingtransporteur kunnen aparte (pneumatische) omdrukcilinders worden gebruikt. Er zijn echter ook constructies waarbij de cilinder van de wandelondersteuning de transporteur met schaaf naar de kool drukt, terwijl de andere keer door de cilinder het drukloos gemaakte deel van het raam wordt vooruitgetrokken.

## Opvulling van de ontkoolde ruimte
Door het ondergronds wegnemen van kolen ontstaan grote lege ruimten. Om de pijler niet in gevaar te brengen, dient de ontgonnen ruimte erachter opgevuld te worden. Deze opvulling is noodzakelijk om drukconcentratie boven de pijler, en uiteindelijk vernietiging ervan te voorkomen.

### Drukverschijnselen
Boven de weggenomen kool worden de daklagen niet meer ondersteund. De onderste laag zal rustend op de steunpunten naar het midden toe gaan doorbuigen; het ene steunpunt is de koollaag, het andere de vulling. De erboven liggende gesteentelaag zal de steunpunten iets naar het midden toe verplaatsen en in het midden doorzakken. Zo gaat het verder totdat ten slotte een laag komt die niet meer doorbuigt. Indien de opeenvolgende steunpunten door een lijn zouden worden verbonden verkrijgt men een gewelfvorm. Door de gewelfwerking die hierbij ontstaat, wordt de druk van de hoger gelegen gesteentelagen boven de pijler afgeleid naar de kool- en vullingzijde. De doorbuigende daklagen binnen het gewelf noemt men de zakkingskegel. Enkel de druk hiervan komt ten laste van de pijlerondersteuning. Hieruit is ook te verklaren waarom  er ondergronds met zulke eenvoudige ondersteuningen kan worden volstaan. De verhoogde druk op de koollaag wordt voordruk genoemd. Het 'gaan' van de te winnen kool wordt erdoor bevorderd.
Om het drukgewelf zo klein mogelijk te houden dient de pijler nooit verder open te blijven staan dan nodig is. Bovendien behoort deze ook steeds zo recht mogelijk te zijn, een achtergebleven stuk betekent drukconcentratie op dat gedeelte. De druk op een pijler is verder afhankelijk van de aard van het gesteente, de dikte van de koollaag en het feit of men het breuk- of vulpijlersysteem toepast.

### Breukpijler
Bij een breukpijler laat men het ontkoolde gedeelte achter de pijler -de zogeheten 'oude man'- gecontroleerd instorten door het ondersteuningsmateriaal weg te nemen. Dit wordt roven genoemd. De van steenkool ontdane ruimte wordt bij dit type pijler opgevuld met gebroken stenen die uit het dak vallen. Deze navallende daklagen worden breeklagen genoemd. De stenen ervan nemen een ruimte in die 1⅓ keer zo groot is als van het ongebroken gesteente. Om een holruimte van een kolenlaag van 1 meter te vullen, is dus 3 meter navallend dakgesteente nodig. Nadat de onderste daklagen zijn gebroken en gevallen, is de gehele open ruimte gevuld en kunnen de daarboven gelegen gesteentelagen niet meer doorbreken. Wel zullen deze boven de ontgonnen ruimte geleidelijk zakken en de vulling langzamerhand samendrukken.

### Vulpijler
In een vulpijler vult men de door het weghalen van de steenkool ontstane ruimte op met 'vreemde' stenen, dat wil zeggen met stenen die van elders worden aangevoerd. Deze methode gebruikt men hoofdzakelijk indien er bovengronds door inzakkingen grote schade zou kunnen ontstaan aan belangrijke gebouwen of infrastructuur. Dit is vooral van belang bij de ontginning van dikke kolenlagen. Aanvankelijk werd het opvulmateriaal handmatig aangebracht. Men gebruikte hiervoor stenen die op andere plaatsen ondergronds vrijkwamen. Ze werden aangevoerd met het in de pijler aanwezige vervoermiddel, en vandaar in de ontkoolde ruimte geschept. 
Later paste men een mechanische opvulmethode toe. Bij dit zogeheten 'blazend vullen' worden fijn gebroken stenen, afkomstig van de kolenwasserij, in het ontkoolde gedeelte geblazen. Dit gebeurt door middel van een zogenoemde blaasmachine en sterke, dikwandige buizen. De wasserijstenen, waschberger genaamd, worden van bovengronds door middel van een valpijp in de schacht, of met behulp van mijnwagens, de mijn ingebracht. Daarna worden ze per trein naar de betreffende afdelingen vervoerd. Bij aankomst worden de wagens met behulp van een kipinstallatie gelost, en worden de stenen met de daar aanwezige transportmiddelen verder vervoerd naar de blaasmachine. Deze zware machine is voorzien van een aansluiting voor perslucht, en een aansluiting voor de uitstromende lucht met stenen. Bovenop is een grote trechter gemonteerd om de stenen toe te voeren. Een draaiend cellenrad in de machine zorgt dat de vulstenen gelijkmatig verdeeld in de blaasleiding worden gebracht, om aldaar met behulp van perslucht te worden voortgestuwd. Om de slijtage te beperken zijn de blaasbuizen, althans de binnenwanden ervan, uit zeer hard staal vervaardigd. De buizen zijn voorzien van speciale koppelingen, waardoor ze snel en eenvoudig zijn te monteren en te demonteren. Tijdens het vullen kan de stroom stenen met een op het einde van de blaasleiding gemonteerde regelschop worden gestuurd. Het blazend opvullen en koolwinning kan gelijktijdig plaatsvinden, omdat de aanvoer van stenen niet afhankelijk is van het transportmiddel in de pijler. Om de mijnwerkers die werkzaam zijn aan het kolenfront tegen rondvliegende stenen te beschermen, wordt een afrastering aangebracht. Deze wordt geplaatst langs de stijlen van het te vullen gedeelte, en bestaat uit gevlochten draad en jutedoek, of van draad en papier. 
De samendrukbaarheid van een blaasvulling of goede handopvulling bedraagt ongeveer 50%. Doordat men in vulpijlers het pijlerdak boven de ontgonnen ruimte niet laat instorten kunnen de ondersteuningen niet of slechts gedeeltelijk worden teruggewonnen. Men past daarom houten kappen en stijlen toe of, als de laatste wel kunnen worden teruggewonnen, houten kappen en stalen stijlen.